# Hydriris ornatalis
Espèce
Hydriris ornatalisest une espèce de papillons de la famille des Crambidae.

## Systématique
L'espèce Hydriris ornatalis a été initialement décrite en 1832 par l'entomologiste français Philogène Duponchel (1774-1846) sous le protonyme d’Asopia ornatalis.

## Description
Ses larves se nourrissent de Convolvulaceae, y compris Ipomoea aquatica. Son envergure est d'environ 14-18 mm.

## Synonymes
- Asopia ornatalis Duponchel, 1832[1]
- Botys invenustalis Walker, 1866[1]
- Cataclysta fraterna Butler, 1875[1]
- Ercta orientalis Yamanaka, 1972[1]
- Nymphula saturnalis Treitschke, 1835[1]
- Pyralis deciusalis Walker, 1859[1]
- Stenia pulchellalis Mabille, 1880[1]